# نيورين
النورين هو شبه قلوي موجود في صفار البيض، والدماغ، والصفراء والجثث.تتشكل خلال تعفن الأنسجة البيولوجية بواسطة جفاف الكولين . إنها سامة مع رائحة كريهة .
نورين هو ملح أمونيوم رابعي مع ثلاث مجموعات ميثيل ومجموعة واحدة الفينيل تعلق على ذرة النيتروجين. صناعيا، يمكن إعدادها عن طريق تفاعل الأسيتيلين مع ثلاثي ميثيل أمين.
النورين غير مستقر ويتحلل بسهولة لتشكيل ثلاثي ميثيل أمين .